# Король Лев 1½
«Король Лев 1½» (англ. «The Lion King 1½») — продовження оригінального мультфільму «Король Лев», випущеного в 1994 році. Сюжетно «Король Лев 3» — це комбінація приквела і мідквела першого мультфільму «Король Лев», події якого розглядаються з точки зору другорядних персонажів — суриката Тімона та бородавочника Пумби. Мультфільм відрізняється підкреслено-зневажливим ставленням до оригінального сюжету, провідний пафос — не піднесений або героїчний, а комічний.
У той час, як сюжет першого мультфільму «Король Лев» багато в чому базується на сюжеті трагедії Шекспіра «Гамлет», «Король Лев 3» аналогічний п'єсі Тома Стоппарда «Розенкранц і Гільденстерн мертві», що розглядає події «Гамлета» з позиції двох другорядних персонажів — придворних Розенкранца і Гільденштерна.

## Український дубляж
Фільм дубльовано студією «Le Doyen» на замовлення компанії «Disney Character Voices International» у 2018 році.
- Перекладач — Роман Дяченко
- Режисер дубляжу — Ольга Фокіна
- Музичний керівник — Іван Давиденко
- Звукорежисери — Альона Шиманович, Микита Будаш, Олена Лапіна
- Координатор проекту — Аліна Гаєвська
- Диктор — Андрій Мостренко
- Ролі дублювали: Павло Скороходько, Назар Задніпровський, Андрій Альохін, Ніна Касторф, В'ячеслав Довженко, Валентина Лонська, Іван Розін, Валерій Шептекіта, Дмитро Зленко та інші.